# 薩托里亞 (內布拉斯加州)
薩托里亞（英語：Sartoria）是位於美國內布拉斯加州水牛縣的非建制地區。

## 歷史
薩托里亞的郵局於1886年設立，其後於1924年停運。

## 地理
薩托里亞所處的海拔為高於海平面655米（即2149英呎），而該地所採用的時區為UTC-6，即北美中部时区（CST）。同時該地設有夏令時間，為UTC-6調快一小時，即UTC-5（CDT）。